# John William Comber
Pour les articles homonymes, voir Comber (homonymie).
John William Comber, né le 12 mars 1906 à Lawrence (Massachusetts) et mort le 27 mars 1998 à Ossining (New York), est un prélat missionnaire américain qui fut missionnaire de Maryknoll en Chine, au Pérou et au Chili et supérieur général de sa congrégation de 1956 à 1966.

## Biographie

### Formation
John Comber naît dans une famille catholique pieuse de trois frères et cinq sœurs. Il poursuit ses études à la St. Mary's Grade School de Lawrence, puis à la St. John's Preparatory School de Danvers. Il étudie ensuite au Boston College pendant deux ans avant d'entrer au séminaire de Maryknoll à Ossining. Il obtient un baccalauréat canonique de théologie de l'université catholique de Washington. John Comber est ordonné prêtre le 7 février 1931.

### Mandchoukouo
Après son ordination, John Comber est envoyé dans la mission de Fushun (Fouchouen) en Chine (région alors rattachée au Mandchoukouo, État satellite de l'empire du Japon) où il passe onze ans. Il travaille d'abord à la mission d'Er-Pa-tan, puis il est curé de Tung Hua, ensuite curé de Fushun et enseignant au petit séminaire de Fushun. Lorsque les États-Unis entrent en guerre en décembre 1941, le Père Comber est interné par les Japonais, ainsi que ses deux sœurs religieuses missionnaires (Sr Rita Clare M.M. et Sr Francis Helena S.N.D.). Tous les trois font partie du deuxième échange de prisonniers entre Américains et Japonais qui a lieu en décembre 1943.

### Recteur
Après une courte période de repos, le Père Comber est nommé en janvier 1944 enseignant de sociologie de la mission au séminaire de Maryknoll et cinq mois plus tard il en devient le recteur. Il enseigne aussi la théologie dogmatique. Pendant son rectorat, ce ne sont pas moins de quatre cent-seize prêtres qui sont ordonnés pour Maryknoll.

### Supérieur général et évêque
En 1953, le Père Comber est envoyé au Pérou, où il apprend l'espagnol, et l'année suivante il est nommé supérieur des missionnaires de Maryknoll du Chili. Il est envoyé comme délégué à la quatrième assemblée générale devant élire le nouveau supérieur général en août 1956. Il est finalement élu le 6 août. Pendant ses dix années de supériorat, la congrégation atteint son apogée, les vocations croissant d'année en année. Le 23 janvier 1959, Jean XXIII le nomme évêque in partibus de Foratiana (de).
John Comber est consacré évêque le 9 avril 1959 en la chapelle Regina Apostolorum du séminaire de Maryknoll par le cardinal Spellman, les coconsécrateurs étant Mgr Raymond Lane, précédent supérieur général (et ancien évêque de Fushun), et Mgr Martin McNamara, évêque de Joliet. Mgr Comber participe à Rome à toutes les sessions du concile Vatican II. Après le concile, il est nommé à la commission post-conciliaire des missions. En 1966, il cède sa charge de supérieur général et sert l'archidiocèse de New York en tant qu'évêque auxiliaire et en plus le cardinal Spellman le nomme en 1967 à la tête de la paroisse de la Transfiguration de Lower Manhattan, où il existe une importante communauté chinoise. Il prend sa retraite deux ans plus tard et se retire d'abord à la Maryknoll Development House de New York, puis à la cure de l'église St. Agnes de Manhattan. Il continue de servir comme évêque auxiliaire jusqu'à sa démission pour raison d'âge en janvier 1976. 
Il s'installe en 1984 à la St. Teresa's Residence de Maryknoll où il meurt à l'âge de 92 ans en 1998. 
Il est inhumé au cimetière de Maryknoll.